# Varga Béla (birkózó)
Varga Béla (Kiskunfélegyháza, 1889. július 2. – Budapest, 1969. április 4.) olimpiai bronzérmes birkózó.
Első olimpiája az 1912. évi nyári olimpiai játékok volt Stockholmban. A birkózáson belül a középsúlyban indult és bronzérmes lett. Ezután legközelebb csak a párizsi 1924. évi nyári olimpiai játékokon vehetett részt az első világháború miatt és mert a vesztes nemzeteket nem hívták meg az 1920. évi nyári olimpiai játékokra Antwerpenbe. Az 1924. évi nyári olimpiai játékokon birkózásban a könnyűsúlyban indult és a 4. körben esett .
1910-ben Bécsben a VIII. világbajnokságon – mindjárt az első külföldi kirándulásán - nehézsúlyúban aranyérmet nyert. A győzelem után a korabeli sajtó szerint „Varga Béla nevétől volt hangos a birkózóvilág – elnevezték szélvész birkózónak – hiszen ettől az időtől kezdve nem állt meg ellenfél előtte a szőnyegen, győzelmet-győzelemre, bajnokságot-bajnokságra halmozott.”
1912-ben Budapesten, a  XIII. Európa-bajnokságon a középsúlyban I. helyezett lett. Ugyanebben az évben a stockholmi olimpián bronzérmet nyert. Magyarország nagy reménysége részrehajló bírói ítéletek miatt „csúszott” vissza a harmadik helyre, hiszen Svédországban, svéd bírók és közönség előtt, az ünnepelt svéd versenyző ellen lehetetlenség volt nyerni, pedig ellenfelét a közel három óráig tartó mérkőzés alatt háromszor tusolta.
1915-ben befejezte orvosi tanulmányait, majd behívták katonának, így három évre a sportnak is búcsút kellett mondania. A háború kitörésekor már kész orvosként vonult a lövészárokba, ahol kétszer megsebesült, majd a tábori kórházban, orvos főhadnagyként teljesített szolgálatot.
1920-ban az antwerpeni olimpián a világháborúban vesztes országok nem vehettek részt, így az akkor fénykorában lévő Varga Béla sem indulhatott. 1923-ban Göteborgban rendeztek egy ún. kisolimpiát a fent említett országok számára, amelyet súlycsoportjában meg is nyert. 1924-ban Párizsban 36 évesen indult az olimpián és így is hatodik helyezést ért el. 1926 és 1936 között a Magyar Atlétikai Club birkózó szakosztályának vezetője volt, ezzel egyidejűleg pedig a Testnevelési Főiskolán tanított birkózást.
A birkózószőnyeghez nem tudott hűtlen lenni. Hacsak ideje engedte, elment az edzésekre, mezbe öltözött, oktatta a fiatalokat, akik közül többen Európa-bajnokságot nyertek, kilencen a magyar bajnoki címig vitték, hárman pedig (Keresztes Lajos, Lőrincz Márton és Zombori Ödön) olimpiai bajnoksággal hálálták meg mesterük fáradozását.
1936-ban a berlini olimpia magyar birkózó csapatát ő vezette szövetségi kapitányként, ahol versenyzőink három bajnoki címet is szereztek. Ezután végleg elköszönt sporttevékenységétől és csak orvosi hivatásának élt.
Három gyermeke született: Béla, Gyöngyi és Lilian. 79 évesen, aranydiplomás főorvosként ment nyugdíjba. 1969. április 4-én hunyt el Budapesten.
[10.kerkult/sportbuszkesegeink]